# Pierre-Paul Giacomi
Pierre-Paul Giacomi, né le 15 mai 1917 à Pruno (Corse) et mort le 7 janvier 1983 dans le 14e arrondissement de Paris, est un homme politique français.

## Détail des fonctions et des mandats
Mandats parlementaires
- 23 juin 1968 - 1er avril 1973 : Député de la 2e circonscription de Corse
- 19 mars 1978 - 22 mai 1981 : Député de la 1re circonscription de la Haute-Corse